# 刺菊木亞科
刺菊木亞科是菊科中的一個亞科，原生於南美洲，分子上的證據顯示此一亞科為菊科中的基群。
該科植物均為常綠灌木，由昆蟲和蜂鳥（尤其是山蜂鳥屬生物）傳粉。其多生長於乾旱地區，是當地動物的重要食物來源。